# Критикос, Джордж
Джордж Ник Критико́с (греч. Γιώργος Κρητικός, англ. George Nick Cretekos; род. 26 января 1947, Тампа, Флорида, США) — американский политик-республиканец, мэр города Клируотер (с 2012 года), а ранее член городского совета Клируотера (2007—2012). Активный деятель греческой общины США.

## Биография

### Ранние годы, семья и образование
Родился 26 января 1947 года в Тампе (Флорида, США) в семье грека Ника Джорджа Критикоса и Фрэнсис Гиллас. Один из четырёх детей. Отец работал почтальоном и аукционистом.
Детство мальчика было тесно связано с греческой общиной города Тарпон-Спрингс, где он окончил среднюю школу.
Дед Джорджа был ловцом губок. С 1990 года его лодка «Джордж Н. Критикос» значится в Национальном реестре исторических мест США. Бабушка Джорджа торговала губками в сувенирной лавке, располагавшейся на улице Додеканес.

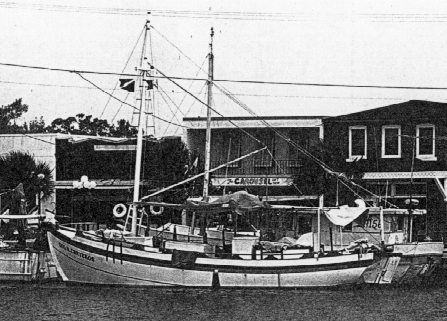
Лодка «George N. Cretekos» в Тарпон-Спрингсе (улица Додеканес, 1941)

Будучи православным христианином, в молодости думал стать священником. Был служкой в греческом православном соборе Святого Николая.
Семейство Критикосов имеет родственные связи с известной оперной певицей Марией Каллас.
В 1969 году получил степень бакалавра наук в области политологии, окончив Дэвидсонский колледж (Северная Каролина). Будучи студентом 3-го курса, был отобран для прохождения образовательной программы «Washington Semester» в Американском университете в Вашингтоне (округ Колумбия), что позволило ему стажироваться в Палате представителей США, а также принять участие в работе Национального съезда Республиканской партии 1968 года, проходившего в Майами-Бич.
В 1970 году окончил Высшую школу общественных и международных отношений Питтсбургского университета со степенью магистра государственного управления. По окончании учёбы хотел стать городским управляющим.

### Карьера
В 1971—2006 годах работал помощником конгрессмена Билла Янга.
В 2006 году служил миссионером митрополии Гонконга и Юго-Восточной Азии в Медане (Индонезия).
В 2007—2012 годах — член городского совета Клируотера. В этот период занимал пост вице-мэра города.
С 2012 года — мэр Клируотера.
В 2014 году считался одним из потенциальных кандидатов на место Билла Янга, представлявшего 13-й избирательный округ штата Флорида, но отказался баллотироваться, сославшись на то, что предпочитает быть политиком местного уровня.
Активно участвует в жизни греческой православной церкви Святой Троицы в Клируотере.
Критикос, ставший донором почти 190 литров крови, является членом совета директоров некоммерческой организации «OneBlood», а также волонтёром-курьером «Национальной программы донорства костного мозга».
В 2014 году стал первым человеком, который, не будучи членом легислатуры штата Флорида, был назван Остеопатическим медицинским обществом округа Пинеллас (PCOMS) «Законодателем года».

## Личная жизнь
С 1989 года женат на Кэролин Роуз Фариноле.
В совершенстве владеет греческим языком.